# Litochrus brunneus
Litochrus brunneus is een keversoort uit de familie glanzende bloemkevers (Phalacridae). De wetenschappelijke naam van de soort werd in 1842 gepubliceerd door Wilhelm Ferdinand Erichson.